# پائول گونتر
پائول گونتر (آلمانی: Paul Günther؛ ۲۴ اکتبر ۱۸۸۲ – ۱۳ فوریهٔ ۱۹۵۹) شیرجه‌رو اهل آلمان بود.
وی در مسابقات کشوری و بین‌المللی در مجموع برندهٔ ۱ مدال طلا شده‌است.